# 高光民
高光民（1988年9月21日—），韩国职业足球运动员，现效力马来西亚足球超级联赛球队沙巴，司职中场。

## 国家队生涯
2016年10月，高光民第一次被韩国国家足球队征召，参加2018年世界杯预选赛对阵卡塔尔和伊朗的比赛。